# Lacul Ștevia
Lacul Ștevia este un lac glaciar situat în Parcul Național Retezat din Munții Retezat (Carpații Meridionali, România), la o altitudine de 2070 m. Are o suprafață de 0,70 hectare și o adâncime maximă de zece metri.
Cuibărit într-o căldare mică, cu pereți abrupți, la baza peretelui nordic al Vârfului Retezat, Lacul Ștevia este mai puțin accesibil, iar împrejurimile sale sunt în cea mai mare parte a anului acoperite cu zăpadă. Este populat de păstrăvi.